# Buvette Cachat
La buvette Cachat est un établissement thermal français situé à Évian-les-Bains, dans le département de la Haute-Savoie. Conçue par l'architecte Albert Hébrard, elle est inaugurée en 1905.

## Origine du nom
Le nom de cet établissement vient du nom du propriétaire de la fontaine Sainte-Catherine jouxtant l'église Sainte-Catherine de la Touvière, maintenant appelée source Cachat.

## Historique
La buvette Cachat occupe l'emplacement de l'ancien Hôtel des bains. Elle est propriété de la Société des eaux, fondée par la famille Cachat au xviiie siècle, à la suite de la découverte des vertus de l'eau d'Évian par le marquis Jean-Charles de Laizer (1734-1806) qui affirma que sa consommation lui avait permis de guérir de la gravelle.
L'édifice est construit par l’architecte Albert Hebrard entre 1903 et 1905. Il est inscrit au titre des monuments historiques en 1986 et restauré de 2021 à 2024. Le bâtiment est en béton, caché sous des courbes de bois. Il abrite une fontaine ornée d'une sculpture, Apothéose de la source Cachat, de Louis-Charles Beylard.

## Galerie

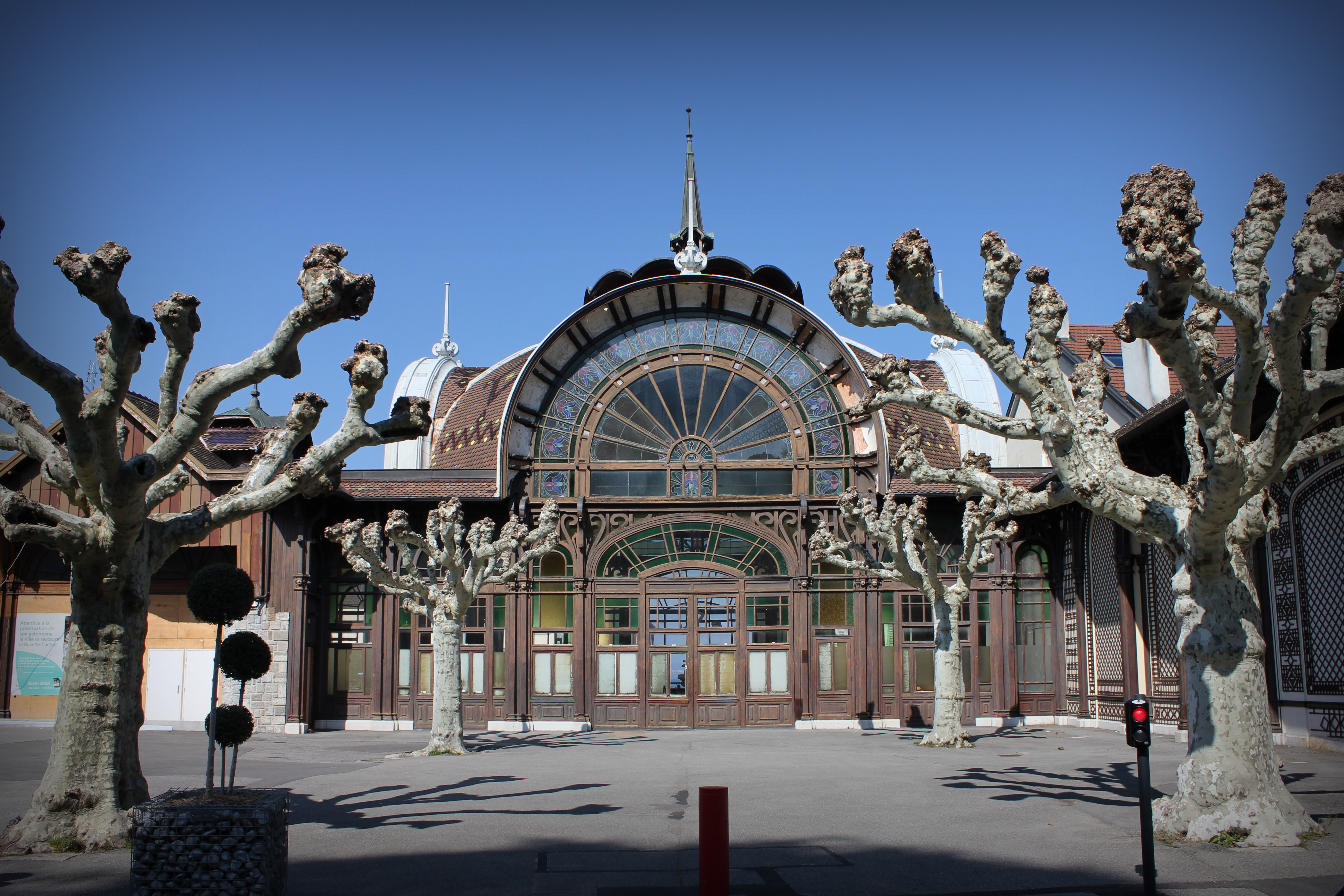
Buvette Cachat (vue extérieure).
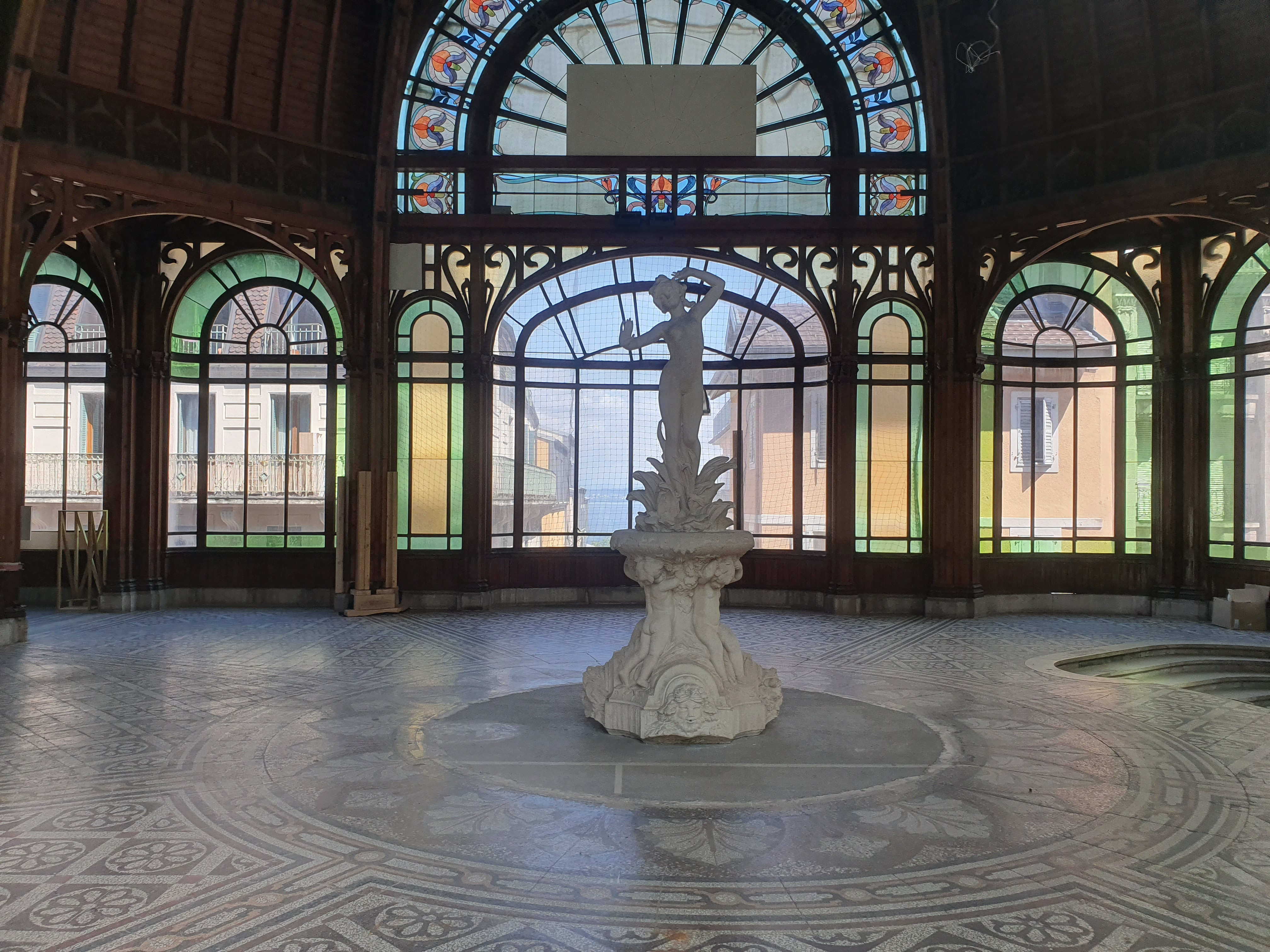
Intérieur en 2019.
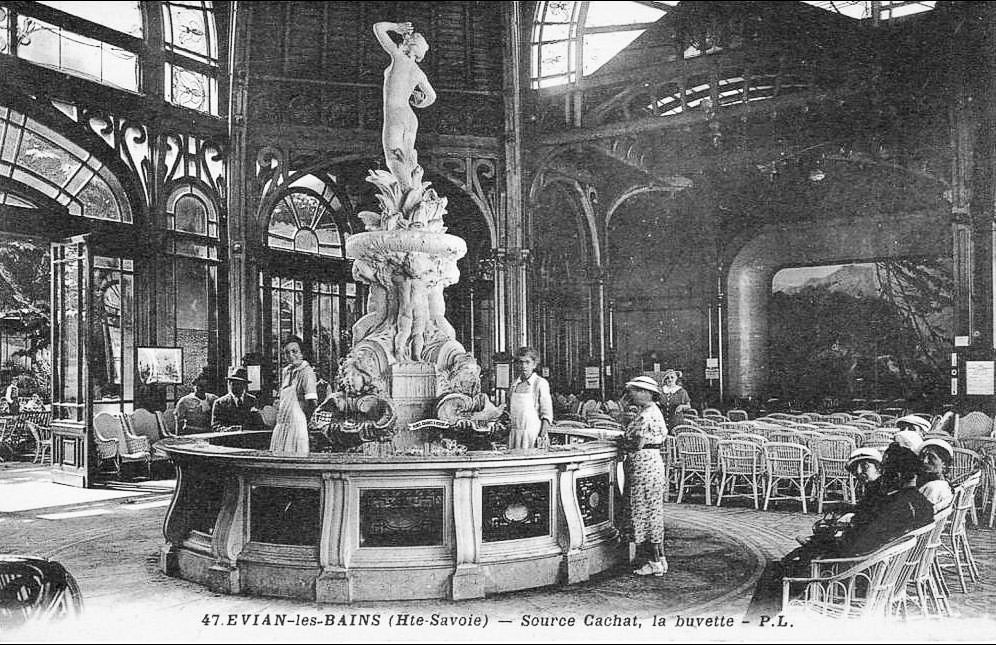
Au début du XXe siècle.